# Belgische kampioenschappen atletiek 2000
In 2000 werden de Belgische kampioenschappen atletiek Alle Categorieën gehouden op 29 en 30 juni in het Koning Boudewijnstadion in Brussel, met uitzondering van het kogelslingeren voor mannen en vrouwen dat een maand later, op 28 juli 2000, plaatsvond in Melle. 
De nationale kampioenschappen 10.000 m voor mannen en vrouwen werden in de volgende maand op 26 juli 2000 verwerkt in Seraing. 

## Uitslagen
| Atleet             | Prestatie | Onderdeel            | Atlete                | Prestatie |
| ------------------ | --------- | -------------------- | --------------------- | --------- |
| Patrick Stevens    | 10,31     | 100 m                | Kim Gevaert           | 11,61     |
| Patrick Stevens    | 20,59     | 200 m                | Katleen De Caluwé     | 24,00     |
| Kjell Provost      | 46,08     | 400 m                | Sandra Stals          | 53,53     |
| Nathan Kahan       | 1.49,60   | 800 m                | Ludivine Michel       | 2.04,80   |
| Luc Bernaert       | 3.48,15   | 1500 m               | Veerle Dejaeghere     | 4.16,01   |
| Koen Allaert       | 13.52,43  | 5000 m               | Anja Smolders         | 15.45,68  |
| Koen Allaert       | 28.32,22  | 10.000 m             | Marleen Renders       | 32.01,79  |
| -                  | -         | 100 m horden         | Nadine Grouwels       | 13,56     |
| Hubert Grossard    | 13,92     | 110 m horden         | -                     | -         |
| Jean-Paul Bruwier  | 50,72     | 400 m horden         | Ann Mercken           | 57,06     |
| Maarten Vergote    | 8.49,27   | 3000 m steeplechase  | -                     | -         |
| Patrick De Paepe   | 2,05      | hoogspringen         | Tia Hellebaut         | 1,85      |
| Thibaut Duval      | 5,50      | polsstokhoogspringen | Liesbeth Van Roie     | 3,75      |
| David Branle       | 7,45      | verspringen          | Sandrine Hennart      | 6,16      |
| Djeke Mambo        | 15,60     | hink-stap-springen   | Sandra Swennen        | 13,16     |
| Filip Eeckhout     | 15,73     | kogelstoten          | Veerle Blondeel       | 15,46     |
| Jo Van Daele       | 58,78     | discuswerpen         | Veerle Blondeel       | 51,35     |
| Marc Van Mensel    | 70,25     | speerwerpen          | Cindy Stas            | 51,71     |
| Walter De Wyngaert | 64,83     | kogelslingeren       | Hannelore Poissonnier | 49,47     |

1889 · 
1890 · 
1891 · 
1892 · 
1893 · 
1894 · 
1895 · 
1896 · 
1897 · 
1898 · 
1899 · 
1900 · 
1901 · 
1902 · 
1903 · 
1904 · 
1905 · 
1906 ·
1907 ·
1908 · 
1909 · 
1910 · 
1911 · 
1912 · 
1913 · 
1914 · 
1919 · 
1920 · 
1921 · 
1922 · 
1923 · 
1924 · 
1925 · 
1926 · 
1927 · 
1928 · 
1929 · 
1930 · 
1931 · 
1932 · 
1933 · 
1934 · 
1935 · 
1936 · 
1937 · 
1938 · 
1939 · 
1940 · 
1941 · 
1942 · 
1943 · 
1944 · 
1945 · 
1946 · 
1947 · 
1948 · 
1949 · 
1950 · 
1951 · 
1952 · 
1953 · 
1954 · 
1955 · 
1956 · 
1957 · 
1958 · 
1959 · 
1960 · 
1961 · 
1962 · 
1963 · 
1964 · 
1965 · 
1966 · 
1967 · 
1968 · 
1969 · 
1970 · 
1971 · 
1972 · 
1973 · 
1974 · 
1975 · 
1976 · 
1977 · 
1978 · 
1979 · 
1980 · 
1981 · 
1982 · 
1983 · 
1984 · 
1985 · 
1986 · 
1987 · 
1988 · 
1989 · 
1990 · 
1991 · 
1992 · 
1993 · 
1994 ·
1995 · 
1996 · 
1997 · 
1998 · 
1999 · 
2000 · 
2001 · 
2002 · 
2003 · 
2004 · 
2005 · 
2006 · 
2007 · 
2008 · 
2009 · 
2010 · 
2011 · 
2012 · 
2013 · 
2014 · 
2015 · 
2016 · 
2017 · 
2018 · 
2019 · 
2020 · 
2021 · 
2022 · 
2023 · 
2024